# Fritz Walter (labdarúgó, 1960)
Fritz Walter (Heidelberg, 1960. július 21. –) olimpiai bronzérmes német labdarúgó, csatár. Az 1991–92-es német bajnokság gólkirálya.

## Pályafutása

### Klubcsapatban
1965-ben az SG Hohensachsen csapatában kezdte a labdarúgást, majd 1976-ban az FV Weinheim együttesében folytatta, ahol 1978-ban mutatkozott be az első csapatban. 1981-ben szerződött a Waldhof Mannheim csapatához, ahol hat idényen keresztül játszott. 1987 és 1994 között a VfB Stuttgart labdarúgója volt. Az 1988–89-es idényben UEFA-kupa döntős volt az együttessel. Az 1991–92-es idényben bajnoki aranyérmet szerzett a csapattal és a bajnoki gólkirály címet is elnyerte 22 góllal. 1994 és 1997 között az Arminia Bielefeld csapatában szerepelt és az 1995–96-os idényben a Bundesliga második osztályának a gólkirálya lett 21 találattal. 1997 és 1999 között az SSV Ulm 1846 labdarúgója volt és itt vonult vissza az aktív labdarúgástól.

### A válogatottban
1987 és 1988 között nyolc alkalommal szerepelt a nyugatnémet olimpiai válogatottban és három gólt szerzett. 1988-ban a szöuli olimpián bronzérmet szerzett a nyugatnémet válogatottal.

## Sikerei, díjai
NSZK
- Olimpiai játékok
  - bronzérmes: 1988, Szöul

 VfB Stuttgart
- Német bajnokság (Bundesliga)
  - bajnok: 1991–92
  - gólkirály: 1991–92 (22 gól)
- UEFA-kupa
  - döntős: 1988–89

 Arminia Bielefeld
- Német bajnokság (2. Bundesliga)
  - gólkirály: 1995–96 (21 gól)